# Планетная улица (Москва)
Плане́тная у́лица — улица в Северном административном округе города Москвы на территории района Аэропорт.

## История
Улица получила своё название 27 января 1967 года по расположению вблизи Центрального дома авиации и космонавтики.

## Расположение
Планетная улица проходит от кругового перекрёстка с улицей Серёгина, Старым Петровско-Разумовским проездом, Петровско-Разумовской аллеей и Нарышкинской аллеей на северо-запад, далее к Планетной улице примыкают улица Пилота Нестерова с юго-запада, затем Эльдорадовский переулок с юго-запада и 1-я улица 8 Марта с северо-востока, далее — Старый Зыковский проезд с юго-запада и 4-я улица 8 Марта с северо-востока, затем — улица Коккинаки с северо-востока, далее Планетная улица пересекает улицу Академика Ильюшина, затем к Планетной улице с северо-востока примыкает Кочновский проезд, Планетная улица проходит далее до улицы Черняховского, за которой продолжается как Часовая улица. Нумерация домов начинается от улицы Серёгина.

## Примечательные здания и сооружения
По нечётной стороне:
- № 3 — Военно-воздушная инженерная академия им. Н.Е. Жуковского (ВВИА)[3];
- № 3, стр. 3 — 3-й центральный военный клинический госпиталь им. А.А. Вишневского, филиал № 6; консультативно-диагностический центр № 52 МО РФ;
- № 11 — территориальное агентство по развитию предпринимательства;
- № 23 — филиал школы № 1575;
- № 37 — молодёжный центр.

По чётной стороне:
- № 36 — Московская академия предпринимательства.

## Транспорт

### Автобус
- 132 (бывший 22к): от улицы Академика Ильюшина до улицы Черняховского и обратно
- 105, 322 (бывший 105к): от улицы Серёгина до улицы Черняховского и обратно

### Метро
- Станция метро «Аэропорт» Замоскворецкой линии — западнее улицы, на Ленинградском проспекте
- Станции метро «Динамо» Замоскворецкой линии и «Петровский парк» Большой кольцевой линии (соединены переходом) — юго-восточнее улицы, на Ленинградском проспекте

### Железнодорожный транспорт
- Платформа «Гражданская» Рижского направления МЖД — северо-восточнее улицы, на улице 8 Марта